# ファイアー・アンド・レイン
「ファイアー・アンド・レイン」（Fire and Rain）は、ジェームズ・テイラーが1970年に発表した楽曲。テイラーの代表作の一つ。
ローリング・ストーンの選ぶオールタイム・グレイテスト・ソング500（2021年版）では146位にランクされている。

## 概要
1968年、テイラーがファースト・アルバム『ジェームス・テイラー』の録音をロンドンで行っていたとき、子供の頃の友人だったスザンヌ・シュナー（Suzanne Schnerr）が自殺する。テイラーが契約を結んだ会社は何といってもビートルズが設立したアップル・レコードであり、彼の成功を望んだ故郷の友人らはそのことをテイラーに長い間知らせなかった。彼がスザンヌの死を知ったのは6か月後のことだった。
この時の友人の自殺や、テイラーがダニー・コーチマーらと組んだバンド、ザ・フライング・マシーンの崩壊とそれに伴う抑うつ、自身の麻薬中毒などが歌詞に反映されている（例．Sweet dreams and Flying Machines in pieces on the ground.）。
1969年10月、アメリカに戻ったテイラーはワーナー・ブラザース・レコードと契約。同年12月、ロサンゼルスのサンセット・サウンドでセカンド・アルバムのためのレコーディングを行った。ドラムズはラス・カンケル。ピアノはキャロル・キング。ダブル・ベースはボビー・ウェスト。
1970年2月発売の『スウィート・ベイビー・ジェイムス』に収録された。同年8月にシングルカットされ、10月31日から11月14日にかけて3週連続でビルボード・Hot 100の3位を記録した。ビルボード・イージーリスニング・チャートで7位を記録し、1970年の年間チャートで67位を記録した。カナダでは2位を記録した。
キャロル・キングは、「君の友だち」は本作品で繰り返される「I've seen lonely times when I could not find a friend.」に対する返歌だと証言している。
1970年10月16日にバンクーバーで行ったチャリティ・コンサートでのライブ音源が2009年11月発売の『アムチトカ』に収められた。また、2007年11月にキャロル・キングとロサンゼルスで行ったコンサートのライブ音源が2010年5月発売の『Live at the Troubadour』に収められた。

## パロディ
1994年2月、テレビアニメ「ザ・シンプソンズ」シーズン5のエピソード「ホーマー宇宙へ行く（原題：Deep Space Homer）」にテイラーが本人役で出演しているが、宇宙飛行士としてスペースシャトルに搭乗したホーマー・シンプソンと、シャトルに同乗していたバズ・オルドリン（アポロ11号のパイロットで、テイラーと同じく本人役でゲスト出演していた）に向けて本曲を演奏するシーンがある。歌詞の"Sweet dreams and flying machines in pieces on the ground"が、スペースシャトルの墜落を想起させる事に気づいたテイラーが、"Sweet dreams and flying machines, flying safely through the air"と歌い直すパロディになっている。
2015年11月にテイラーが「ザ・レイト・ショー・ウィズ・スティーヴン・コルベア」にゲスト出演した際には、本曲を発表した1970年以降のアメリカの大衆文化を織り込んだ替え歌を披露している。

## カバー・バージョン
|        | アーティスト名                                 | レコード                                                |
| ------ | ---------------------------------------------- | ------------------------------------------------------- |
| 1970年 | ブラッド・スウェット・アンド・ティアーズ       | 『Blood, Sweat & Tears 3』                              |
| 1970年 | ジョニー・リバーズ&フレンズ                    | シングル                                                |
| 1970年 | ジョージィ・フェイム                           | シングル                                                |
| 1970年 | アン・マレー                                   | 『Honey, Wheat and Laughter』                           |
| 1970年 | ブーツ・ランドルフ                             | 『Boots with Brass』                                    |
| 1971年 | ジョン・デンバー                               | 『Poems, Prayers & Promises』                           |
| 1971年 | サミー・スミス                                 | 『Lonesome』                                            |
| 1971年 | スキータ・デイヴィス                           | 『Love Takes a Lot of My Time』                         |
| 1971年 | シェール                                       | 『Chér』                                                |
| 1971年 | ボビー・ウーマック                             | 『Communication』                                       |
| 1971年 | グラディス・ナイト&ザ・ピップス                | 『Standing Ovation』                                    |
| 1971年 | アイズレー・ブラザーズ                         | 『Givin' It Back』                                      |
| 1971年 | リック・ウェイクマン                           | 『Piano Vibrations』                                    |
| 1971年 | クリス・コナー                                 | 『Sketches』                                            |
| 1971年 | イーディ・ゴーメ                               | 『It Was a Good Time』                                  |
| 1972年 | アニタ・ブライアント                           | 『Naturally』                                           |
| 1973年 | ルー・ロウルズ                                 | 『A Man of Value』                                      |
| 1974年 | クリフ・リチャード                             | 『Help It Along』                                       |
| 1974年 | ナナ・ムスクーリ                               | 『Nana's Book of Songs』                                |
| 1976年 | アル・ジャロウ                                 | 『Glow』                                                |
| 1987年 | ボビー・ダーリン                               | 『Live at the Desert Inn』（録音は1971年）              |
| 1991年 | バッドランズ                                   | 『Voodoo Highway』                                      |
| 1997年 | ミー・ファースト・アンド・ザ・ギミー・ギミーズ | 『Have a Ball』                                         |
| 2004年 | 畠山美由紀                                     | 『LIVE AT GLORIA CHAPEL -The Great American Songbook-』 |